# Гробниці Модзу
Гробниці Модзу (яп. 百舌鳥古墳群, Mozu kofungun) — група кофунів (яп. 古墳) — мегалітичні гробниці — у Сакай, префектура Осака, Японія. Спочатку складався з понад 100 гробниць, залишилося лише менше 50 % замкових, круглих і прямокутних гробниць.

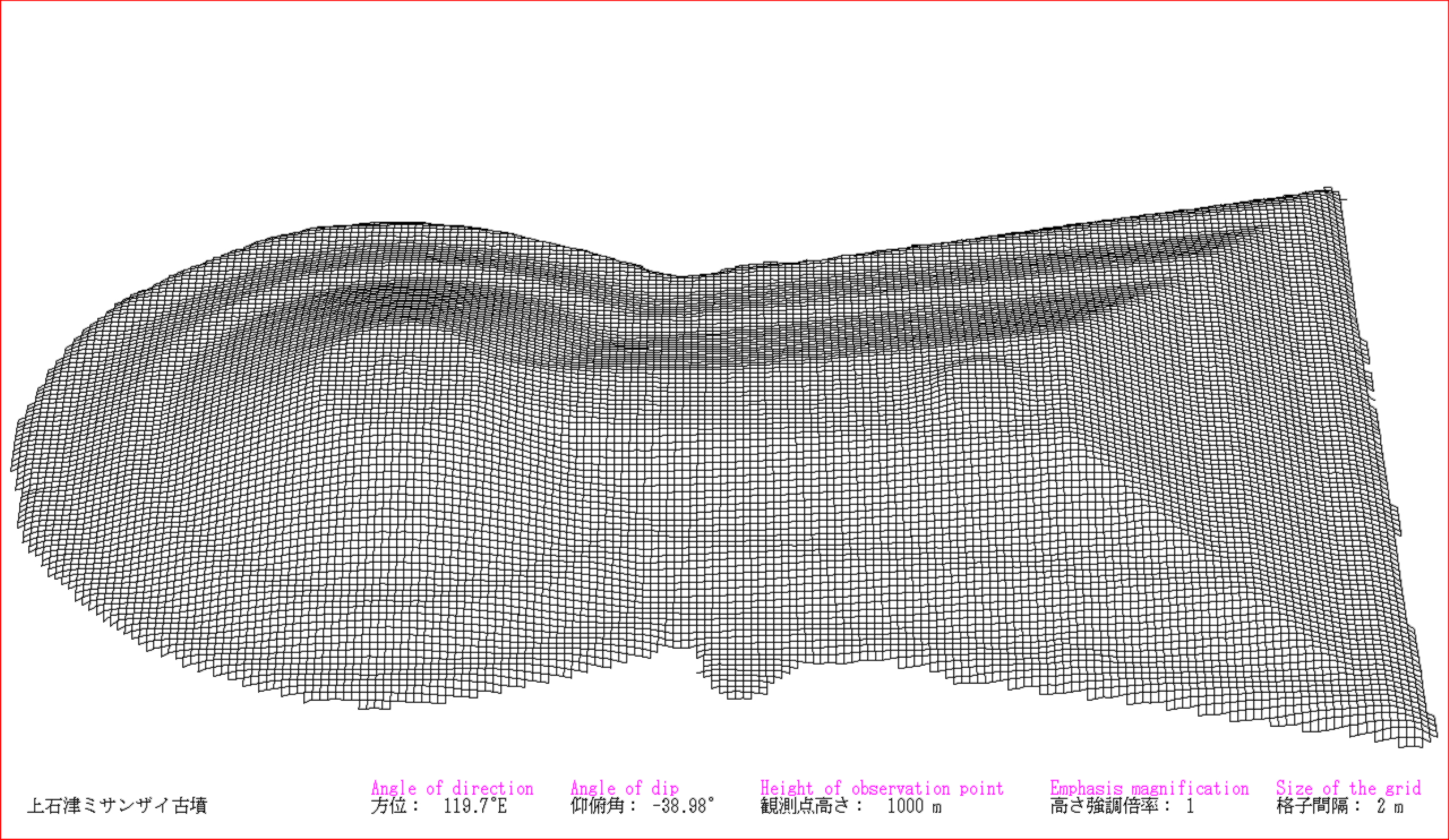
Каміісізу Місанзай Кофун (могила імператора Рітю), яку було намальовано в 3DCG. Це кофун другого розміру в групі.

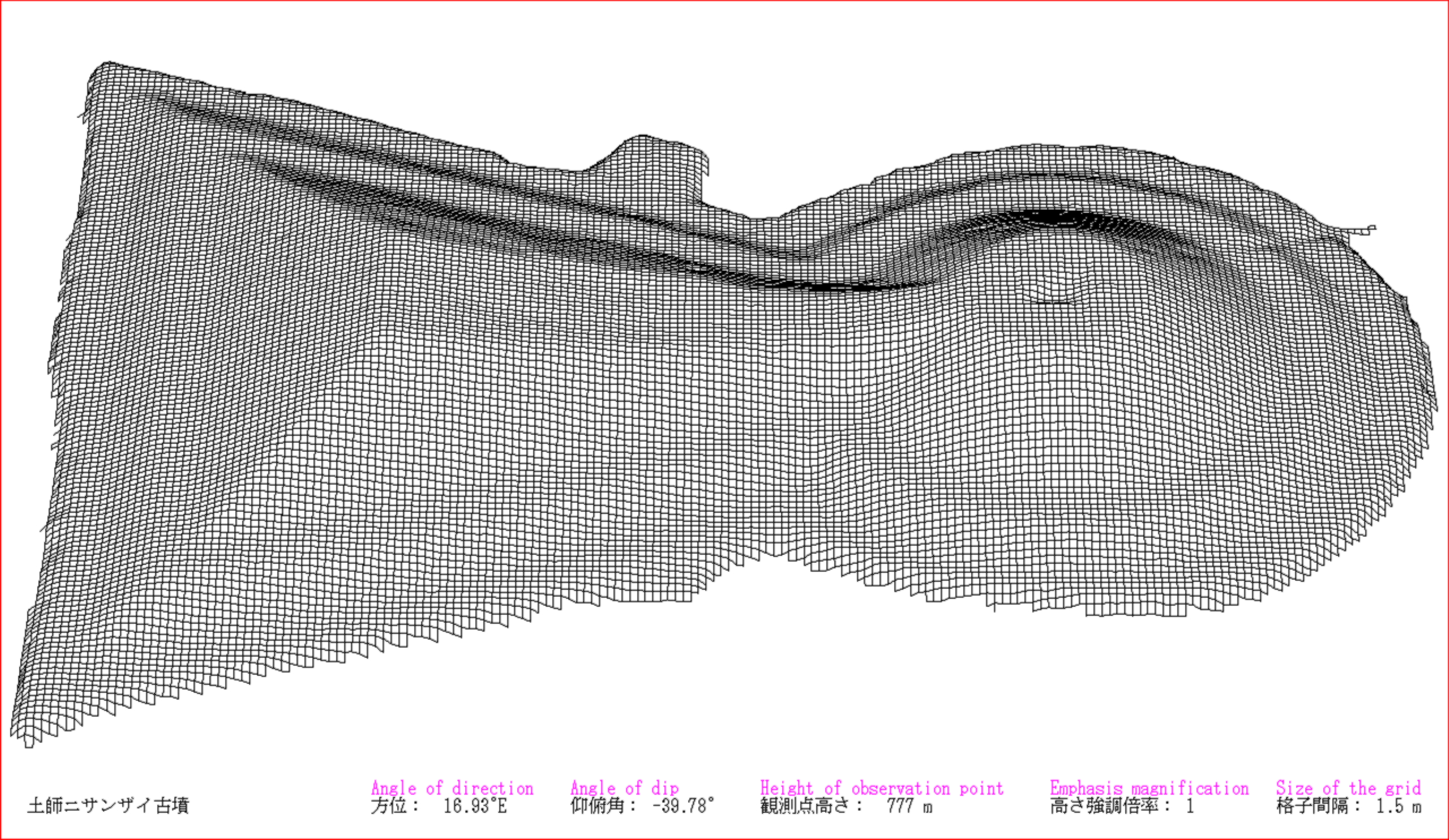
Хазе Нісанзай Кофун, намальований у 3DCG. Це кофун третього розміру в групі.

Вважається, Дайзенрьо Кофун (яп. 大仙陵古墳, Daisenryō kofun), найбільший кофун у Японії, будувався упродовж 20 років у середині 5 століття в період Кофун. Хоча це неможливо точно підтвердити, загальновизнано, що гробниця була побудована для покійного імператора Нінтоку. Управління Імператорського дому Японії розглядає його як таке.

## Місцезнаходження
Кластер Модзу Кофун розташований у місті Сакай, що в префектурі Осака. Кургани побудовані на плато з видом на Осацьку затоку поблизу стародавньої берегової лінії та розташовані в діапазоні близько чотирьох кілометрів зі сходу на захід і з півночі на південь. Кластер Фуруічі Кофун розташований у сусідніх містах Хабікіно та Фуджіїдера.

## Історія
На Японському архіпелазі понад 20 000 курганів (кофун), які являють собою насипи землі та каменів, споруджені над могилами правлячого класу, були побудовані між пізнішою частиною 3-го і 6-м століттями. Це був період піку забудови таких курганів. Вони являють культурну традицію, яка є вираженням «форм і дизайну кофуну» соціально- політичного ієрархічного порядку та зв'язку, який був поширеним у той період між регіонами. Цей період називають періодом Кофун. Найвидатнішими імператорськими мавзолеями в цьому скупченні курганів є мавзолеї імператора Нінтоку та імператора Рітю.
У кластері Модзу налічується 44 кургани, в тому числі частково зруйновані. Із них 19 було визначено національними історичними місцями, і окремо Агентство Імператорського Дому визнало три мавзолеями Імперії, два — «Еталонними місцями гробниць» і 18 — «baichō». або допоміжні мавзолеї, пов'язані з імператорським мавзолеєм. Колись тут було понад 100 курганів, але внаслідок бурхливого забудови земель після Другої світової війни більше половини курганів було знищено.
У 2010 році японський уряд запропонував, щоб Дайсен Кофун і весь кластер гробниць Модзу та гробниць Фуруічі були визначені як об'єкти Світової спадщини ЮНЕСКО. Через 9 років, 6 липня 2019 року, це місце було схвалено та внесено до списку Світової спадщини ЮНЕСКО за критеріями: (iii) та (iv) як група Модзу-Фуруіті Кофун: курганні гробниці стародавньої Японії.

## Особливості
Кофуни зустрічаються в багатьох формах і розмірах у різних візерунках. Деякі з них мають просту круглу або квадратну форму (empun і hofun). Більші мають форму замкової щілини (zempō kōenfun); вони представляють найвищий клас кофунів і були побудовані дуже детально. Трьома визначними аспектами цих кофунів є їхні величезні розміри та те, що вони оточені кількома ровами та багатьма вторинними кофунами.
На рівнині Осака та в басейні Нара, які були культурним центром періоду Кофун, були побудовані округлі гробниці у формі замкової щілини, що простягалися на дуже велику довжину, з яких кластери Кофун Модзу-Фуруічі є найвидатнішими. Вони розташовані у двох групах кофун, які датуються пізнішою частиною 4-го та початком 6-го століть. Ці кофуни мають найбільші розміри в країні. Nintoku-tennō-ryō Kofun — це один могильний курган, який являє собою курган завдовжки 486 метрів (1 594 фут), оточений ровом і укріпленням, завдовжки 840 метрів (2 760 фут); кажуть, що це найбільший такий курган у світі. У цьому скупченні також є Richū-tennō-ryō Kofun, зроблений із кургану заввишки 360 метрів (1 180 фут) і вважається третім за величиною в країні.
Інша група курганів, розташована приблизно за 10 кілометрів (6,2 миля) подалі від скупчення Модзу відоме як скупчення Фуруічі. Він має Ōjin-tennō-ryō Kofun 425 метрів (1 394 фут) завдовжки, яка вважається другою за величиною в країні. У цій групі також є ще 11 величезних масивних округлих «кофунів у формі замкової щілини» з довжиною кургану 200 метрів (660 фут) або більше.
Особливістю цих поховальних курганів є те, що вони містять — разом із похованими людьми — могильні вироби із заліза, зброю, яку носили окремі люди, включаючи наконечники стріл, мечі, наконечники мотик і лопат, а також багато інших подібних речей. Також у курганах знайдено предмети старовини з позолоченої бронзи, такі як кінські пряжки та пряжки.
Курган Дайсен Кофун становить приблизно 500 метрів (1 600 фут) завдовжки та 300 метрів (980 фут) у найширшому місці, а вся площа гробниці становить 840 метрів (2 760 фут) завдовжки. Огороджений трьома ровами, курган підноситься приблизно на 35 м над навколишньою місцевістю. Найвища точка 47 метрів (154 фут), що робить його видимим для моряків у сусідній Осацькій затоці. Внутрішній рів є найширшим з ровів приблизно 60 метрів (200 фут). Курган займає приблизно 100 000 квадратних метрів (1 100 000 фут2), а вся гробниця становить 460 000 квадратних метрів (5 000 000 фут2).
Сьогодні гробниця закрита і охороняється Агентством імператорського господарства в центрі міста Сакай. Рови були доглянуті та слугують притулком для риби та водоплавних птахів. Сам курган повністю порослий рослинністю. З південного боку ділянки доступний оглядовий майданчик з другого (середнього) рову. Оглядовий майданчик розташований за 500 метрів від станції Модзу на лінії Ханва та прямо через дорогу від міського музею Sakaй. Цей музей надає відвідувачам інформацію про кофун та його історію.

### Галерея

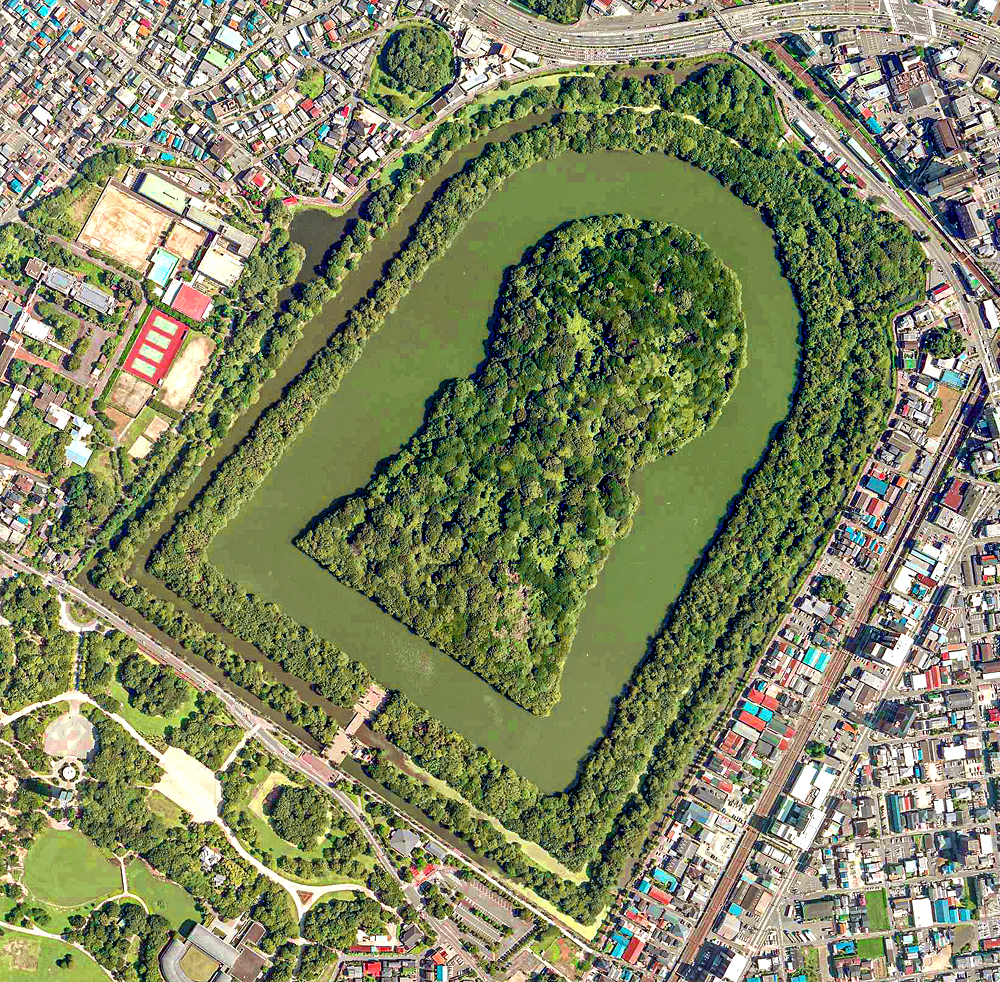
Дайзенрьо Кофун, 2,8 км в окружності та найбільший кофун в Японії вважається гробницею імператора Нінтоку.
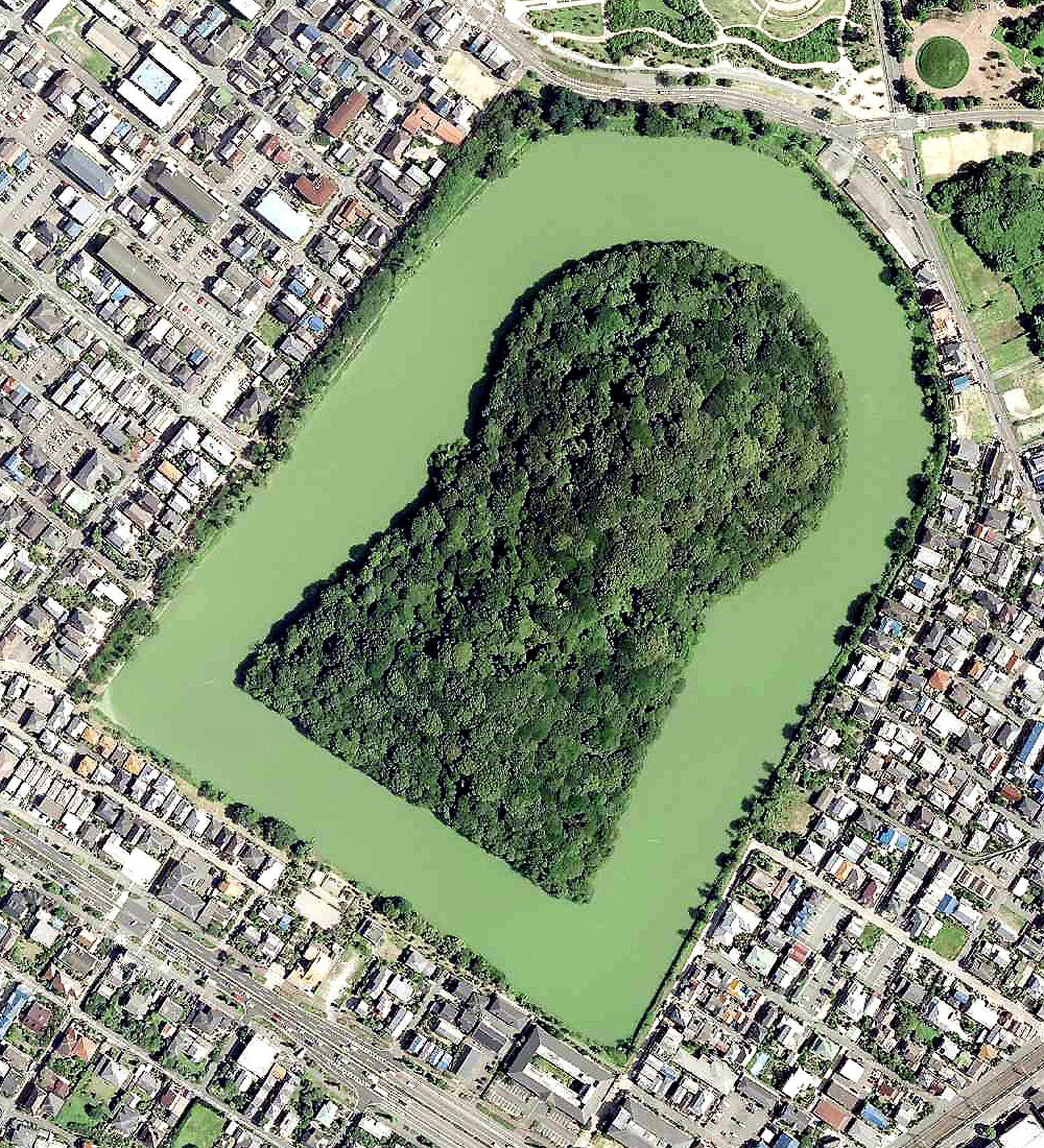
Каміісізу Місанзай Кофун
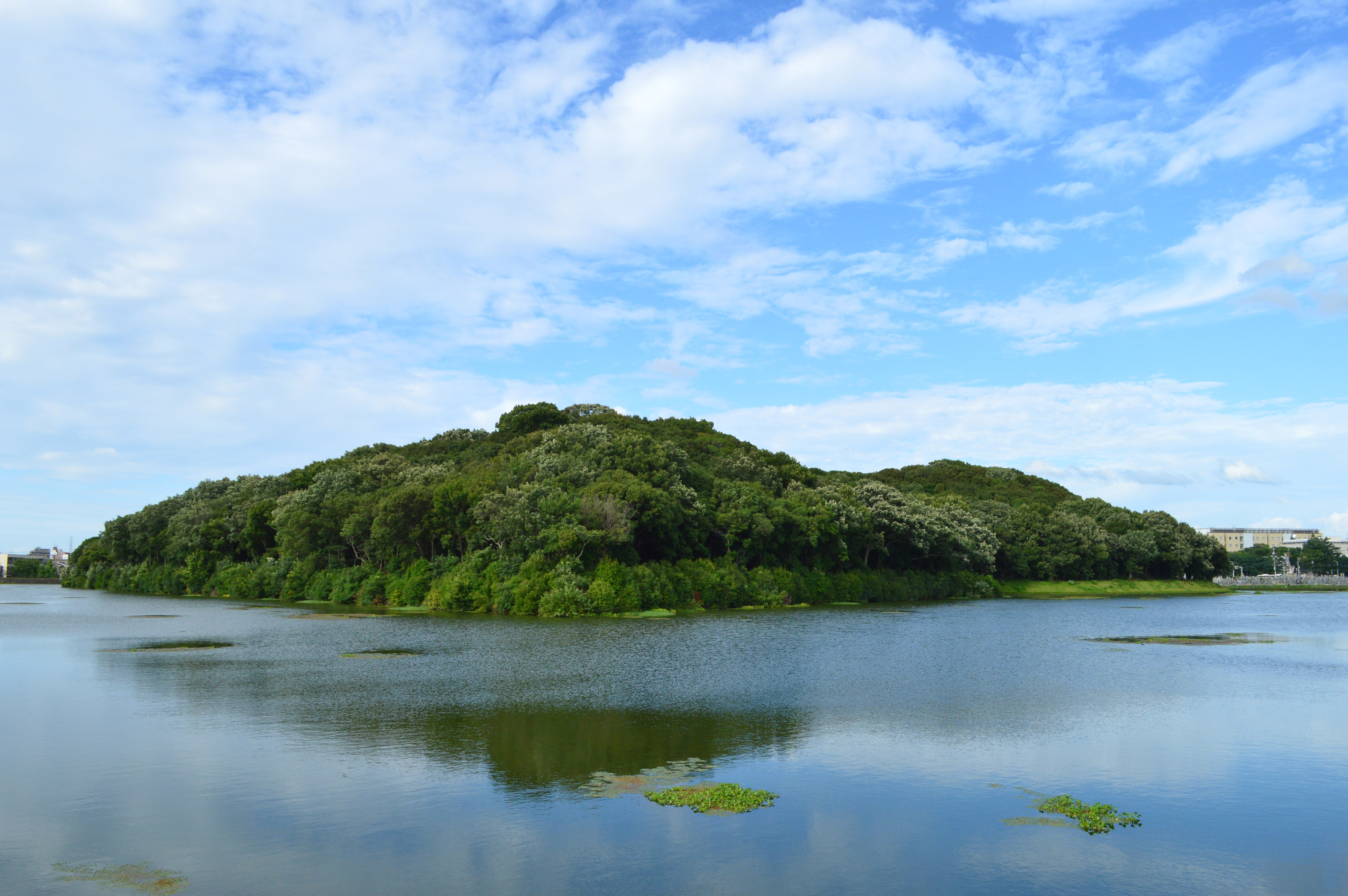
Хазе Нісанзаї Кофун
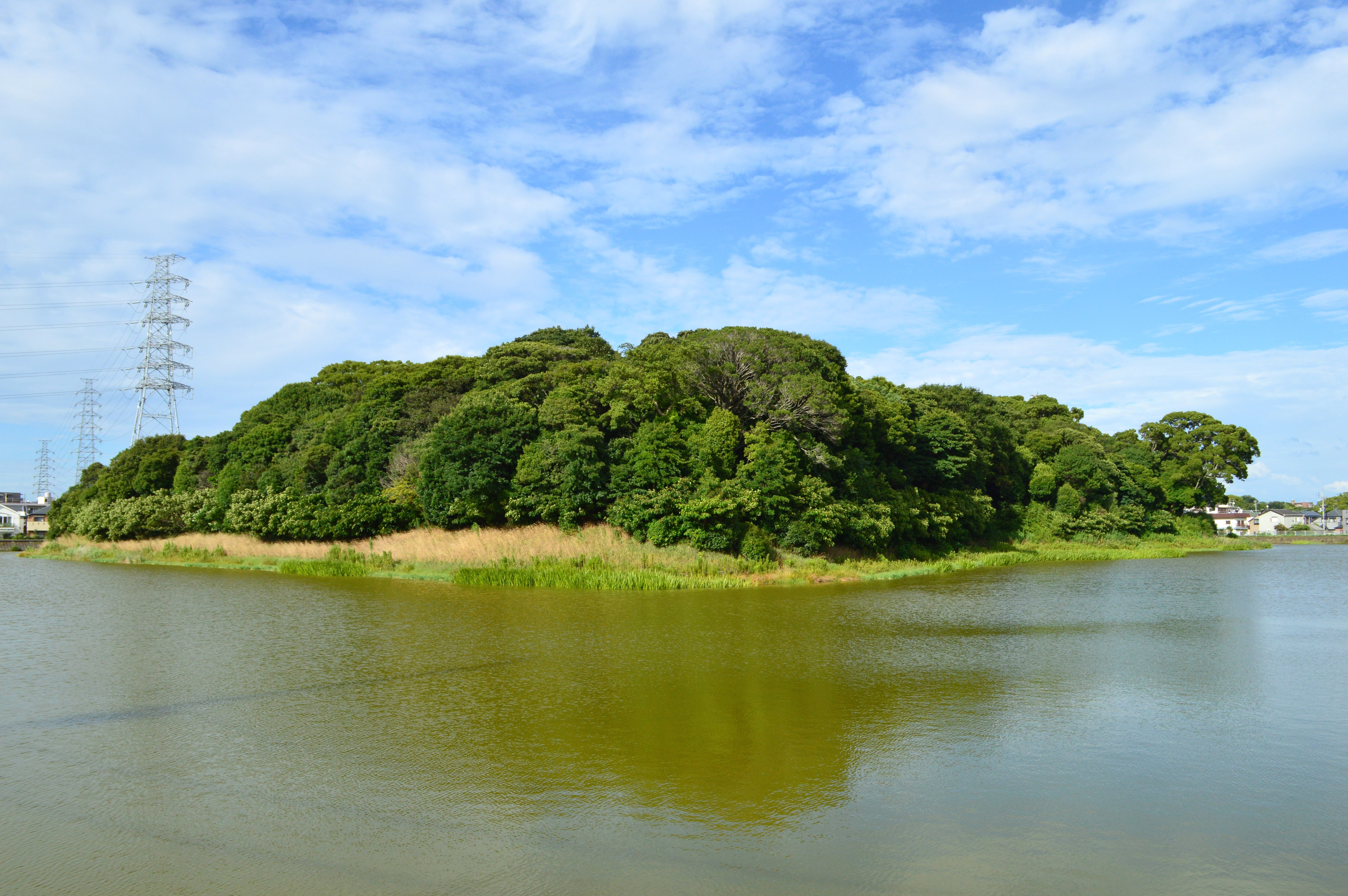
Модзу Гобйо-яма Кофун
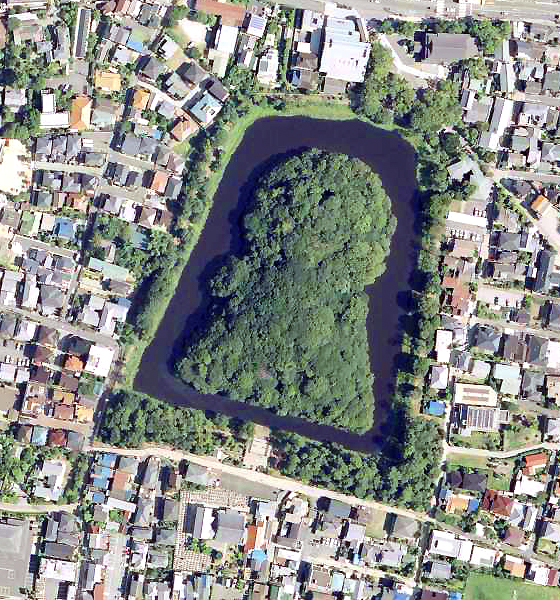
Тадеяма Кофун
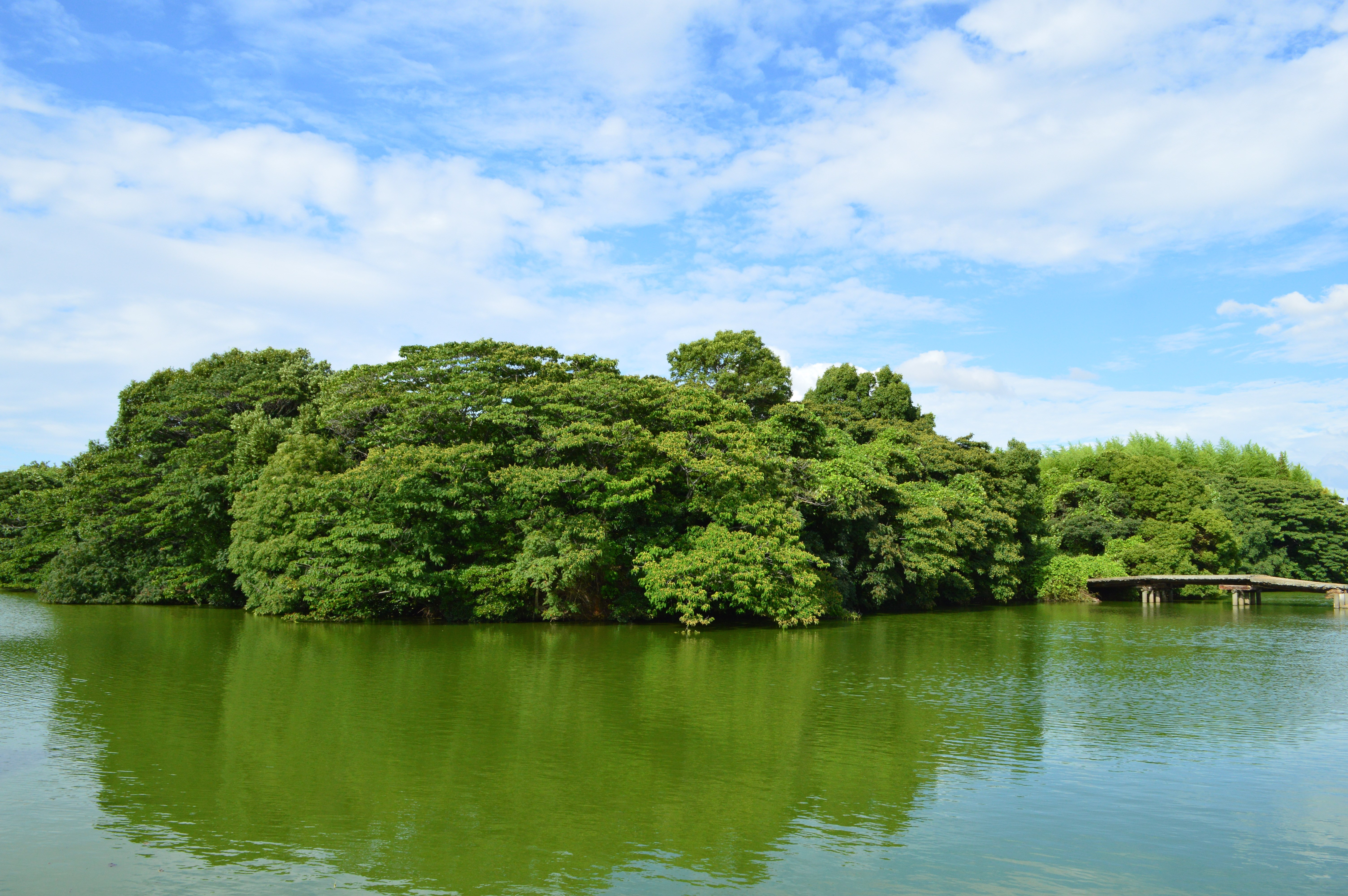
Ітасуке Кофун

| Назва                              | Назва                | Розташування    | Тип            | Довжина | Національне історичне місце | Агентство імператорського дому | Світова спадщина та коментарі |
| ---------------------------------- | -------------------- | --------------- | -------------- | ------- | --------------------------- | ------------------------------ | ----------------------------- |
| Дайзенрьо Кофун                    | 大仙陵古墳           | Сакай-ку, Сакай | замкова щілина | 525 м   |                             | Імператор Нінтоку              | WHS                           |
| Камішізумізанзай Кофун             | 上石津ミサンザイ古墳 | Ніші-ку, Сакай  | замкова щілина | 365 м   |                             | Імператор Рітю                 | WHS                           |
| Hazenisanzai Kofun                 | 土師ニサンザイ古墳   | Нішу-ку, Сакай  | замкова щілина | 290 м   | NHS                         | Довідкове місце Східного Модзу | WHS                           |
| Kobyōyama Kofun                    | 御廟山古墳           | Кіта-ку, Сакай  | замкова щілина | 203 м   | NHS                         | Довідкове місце Модзу          | WHS                           |
| Chin'ooka Kofun                    | 乳岡古墳             | Сакай-ку, Сакай | замкова щілина | 155 м   | NHS                         |                                |                               |
| Tadeiyama Kofun                    | 田出井山古墳         | Сакай-ку, Сакай | замкова щілина | 148 м   |                             | Імператор Хандзей              | WHS                           |
| Itasuke Kofun                      | いたすけ古墳         | Кіта-ку, Сакай  | замкова щілина | 146 м   | NHS                         |                                | WHS                           |
| Nagatsuka Kofun                    | 長塚古墳             | Сакай-ку, Сакай | замкова щілина | 106 м   | NHS                         |                                | WHS                           |
| Nagayama Kofun                     | 永山古墳             | Сакай-ку, Сакай | замкова щілина | 100 м   | Sakai city HS               | Імператор Нінтоку байчо        | WHS                           |
| Maruhoyama Kofun                   | 丸保山古墳           | Сакай-ку, Сакай | Гребінець      | 87 м    | NHS                         | Імператор Нінтоку байчо        | WHS                           |
| Gobyō-Omotezuka Kofun              | 御廟表塚古墳         | Кіта-ку, Сакай  | замкова щілина | 85 м    | NHS                         |                                |                               |
| Zenizuka Kofun                     | 銭塚古墳             | Сакай-ку, Сакай | Гребінець      | 72 м    | NHS                         |                                | WHS                           |
| Jōnoyama Kofun                     | 定の山古墳           | Кіта-ку, Сакай  | Гребінець      | 69 м    |                             |                                |                               |
| Daianjiyama Kofun                  | 大安寺山古墳         | Сакай-ку, Сакай | Круговий       | 62 м    |                             | Імператор Нінтоку байчо        | WHS                           |
| Tatsusayama Kofun                  | 竜佐山古墳           | Сакай-ку, Сакай | Гребінець      | 61 м    | Sakai city HS）             | Імператор Нінтоку байчо        | WHS                           |
| Guwashobō Kofun                    | グワショウ坊古墳     | Сакай-ку, Сакай | Круговий       | 61 м    | NHS                         |                                |                               |
| Monjuzuka Kofun                    | 文珠塚古墳           | Нішу-ку, Сакай  | замкова щілина | 59 м    | NHS                         |                                |                               |
| Osamezuka Kofun                    | 収塚古墳             | Сакай-ку, Сакай | Гребінець      | 58 м    | NHS                         |                                | WHS                           |
| Hatazuka Kofun                     | 旗塚古墳             | Кіта-ку, Сакай  | Гребінець      | 58 м    | NHS                         |                                | WHS                           |
| Chayama Kofun                      | 茶山古墳             | Сакай-ку, Сакай | Круговий       | 56 м    |                             | Імператор Нінтоку байчо        | WHS                           |
| Magodaiyūyama Kofun                | 孫太夫山古墳         | Сакай-ку, Сакай | Гребінець      | 56 м    |                             | Імператор Нінтоку байчо        | WHS                           |
| Kabutozuka Kofun                   | かぶと塚古墳         | Нішу-ку, Сакай  | Гребінець      | 50 м    |                             |                                |                               |
| Hinotani Kofun                     | 樋の谷古墳           | Сакай-ку, Сакай | Круговий       | 47 м    |                             | Імператор Нінтоку байчо        |                               |
| Terayama мinamiyama Kofun          | 寺山南山古墳         | Нішу-ку, Сакай  | Квадратний     | 45 м    | NHS                         |                                | WHS                           |
| Genemonyama Kofun                  | 源右衛門山古墳       | Сакай-ку, Сакай | Круговий       | 34 м    |                             | Імператор Нінтоку байчо        | WHS                           |
| Chinjuyama Kofun                   | 鎮守山塚古墳         | Кіта-ку, Сакай  | Круговий       | 34 м    |                             |                                |                               |
| Komoyamazuka Kofun                 | 菰山塚古墳           | Сакай-ку, Сакай | Гребінець      | 33 м    |                             | Імператор Нінтоку байчо        | WHS                           |
| Shichikannon Kofun                 | 七観音古墳           | Сакай-ку, Сакай | Круговий       | 33 м    | NHS                         |                                | WHS                           |
| Tsukamawari Kofun                  | 塚廻古墳]]           | Сакай-ку, Сакай | Круговий       | 32 м    | NHS                         |                                | WHS                           |
| Kitsuneyama Kofun                  | 狐山古墳             | Сакай-ку, Сакай | Круговий       | 30 м    |                             | Імператор Нінтоку байчо        |                               |
| Zan'emonyama Kofun                 | 善右ヱ門山古墳       | Кіта-ку, Сакай  | Квадратний     | 28 м    | NHS                         |                                | WHS                           |
| Kagamizuka Kofun                   | 鏡塚古墳             | Кіта-ку, Сакай  | Круговий       | 26 м    | NHS                         |                                |                               |
| Dōgameyama Kofun                   | 銅亀山古墳           | Сакай-ку, Сакай | Квадратний     | 26 м    |                             | Імператор Нінтоку байчо        | WHS                           |
| Donchayama Kofun                   | ドンチャ山古墳       | Кіта-ку, Сакай  | Круговий       | 26 м    | NHS                         |                                |                               |
| Mozuyama Kofun                     | 万代山古墳           | Кіта-ку, Сакай  | замкова щілина | 25 м＋  |                             |                                |                               |
| Nishisakenomi Kofun                | 西酒呑古墳           | Сакай-ку, Сакай | Круговий       | 25 м    |                             | Імператор Річу байчо           |                               |
| Hinokizuka Kofun                   | 桧塚古墳             | Сакай-ку, Сакай | замкова щілина | 25 м    |                             | Імператор Річу байчо           |                               |
| Suzuyama Kofun                     | 鈴山古墳             | Сакай-ку, Сакай | Квадратний     | 22 м    |                             | Імператор Хандзей байчо        |                               |
| Higashisakenomi Kofun              | 東酒呑古墳           | Сакай-ку, Сакай | Круговий       | 21 м    |                             | Імператор Річу байчо           |                               |
| Kyōdō Kofun                        | 経堂古墳             | Сакай-ку, Сакай | Круговий       | 20 м    |                             | Імператор Річу байчо           |                               |
| Shorakujiyama Kofun                | 正楽寺山古墳         | Кіта-ку, Сакай  | Круговий       | 16 м    | NHS                         |                                |                               |
| Tennō Kofun                        | 天王古墳             | Сакай-ку, Сакай | Квадратний     | 11 м    |                             | Імператор Хандзей байчо        |                               |
| Hōzuyama Kofun                     | 坊主山古墳           | Кіта-ку, Сакай  | Круговий       | 10 м    |                             | Імператор Нінтоку байчо        |                               |
| Higashi Ueno Shibamachi No.1 Kofun | 東上野芝町1号墳      | Сакай-ку, Сакай | Круговий       |         |                             |                                |                               |